# پاول کاردل
پاول لیتون کاردل، (به انگلیسی: Paul Layton Cardall)، متولد (۲۴ آوریل ۱۹۷۳) پیانیست آمریکایی، شناخته شده برای آهنگ‌ها و تنظیم‌های مختلف مختص به خود است. سبک موسیقی او را می‌توان به عنوان عصر جدید، کلاسیک، و مذهبی دسته بندی کرد.

## ابتدای زندگی
او مبتلا به نقص مادر زادی قلب بود که به او تنها چند روز فرصت زنده ماندن می‌داد، اما بر خلاف انتظار پزشکان، با اینکه سراسر دوران کودکی خود را در حال بیماری و زیر تیغ جراحی بود، توانست زنده بماند. او آرامش را در موسیقی یافت، کارل درسهای پیانو را در ۸ سالگی آغاز کرد، اما ۶ ماه بعد آن را نا امیدانه ترک نمود. او برای یک دهه با پیانو تمرین نکرد. تا زمانی که در دوران دبیرستان یکی از دوستان نزدیکش در فاجعه تصادف کشته شد. کاردل عزادار موسیقی خود را به نشانه احترام به دوست خود شروع کرد، که ثمره آن نوشتن بیش از ۱۰ آهنگ خصوصی به نام " نشانه‌ای از محبت " بود.